# سرجیو ویوتی (بازیکن فوتبال)
سرجیو ویوتی (انگلیسی: Sergio Viotti؛ زادهٔ ۴ مارس ۱۹۹۰) بازیکن فوتبال اهل ایتالیا است.
از باشگاه‌هایی که در آن بازی کرده‌است می‌توان به باشگاه فوتبال کیه‌وو ورونا، باشگاه فوتبال کرمونزه، باشگاه فوتبال برشا، باشگاه فوتبال مونتسا، باشگاه فوتبال تریستیانا، باشگاه فوتبال یووه استابیا، و باشگاه فوتبال پرو ورچلی اشاره کرد.
وی همچنین در تیم‌های ملی فوتبال زیر ۱۶ سال ایتالیا، زیر ۱۷ سال ایتالیا، زیر ۲۰ سال ایتالیا، و زیر ۲۱ سال ایتالیا بازی کرده‌است.